# Junín (Pérou)
Pour les articles homonymes, voir Junín.
Junín est une ville du Pérou au Nord Est de Lima, capitale de la province de Junín dans la région de Junín. Simon Bolivar battit les Espagnols le 6 août 1824 à la bataille de Junín.